# Pelhamer See
Der Pelhamer See ist ein Toteissee auf dem Gebiet des Bad Endorfer Stadtteils Pelham im Landkreis Rosenheim in Bayern. Er ist Teil der Eggstätt-Hemhofer Seenplatte.

## Lage und Beschreibung
Der Pelhamer See liegt ganz im Norden der Seenplatte und des Naturschutzgebietes. Er hat eine ovale Form und ist vergleichsweise flach. Der See ist unterteilt in ein Becken von fünf Meter Tiefe im Norden und ein bis zu 21 Meter tiefes Hauptbecken. Am Ufer liegt ein breiter Gürtel von Schilfflächen, darum herum vor allem Verlandungszonen und Streuwiesen.
Am Westufer des Pelhamer Sees liegt ein Badestrand mit dazugehörigem Strandbad.